# Biserica „Adormirea Maicii Domnului” a fostei mănăstiri Stănești
Biserica „Adormirea Maicii Domnului” a fostei mănăstiri Stănești este un monument istoric aflat pe teritoriul satului Stănești-Lunca, comuna Lungești. În Repertoriul Arheologic Național, monumentul apare cu codul 171012.03.
Schitul cu hramul Adormirea Maicii Domnului are două etape de construcție - prima din secolul XVI(1537) și cea de-a doua la sf. sec. XVI, început de XVII. Schitul a fost ridicat pe locul vechiului schit din lemn de către Mogoș Banul și fiul său Mogoș Armașul, în timpul lui Petru Voievod la 7045 (1537) - așa cum arată inscripția în slavonă dintre pronaos și naos. Numele zugravului care a pictat probabil și biserica este Eratuti Zografos.